# Хульм
Хульм или Саманган (дари خلم) — река, протекающая по территории Балха и Самангана, провинции расположенные в северной части Афганистана. Относится к приамударьинской системе рек. Ранее левый приток Амударьи.
Длина — 210 км, по прямой 180 км. Площадь водосбора — 8350 км². Средневзвешенная высота водосбора — 1760 м. Высота истока — 3500 м, высота устья — 450 м. Ширина у города Ташкурган составляет 40—50 м, глубина — 1—1,5 м.

## Общее описание

### Течение
Начало берёт на северных склонах Гиндукуша на границе с провинциями Баглан и Саманган . Интенсивно орошаемая долина по которой протекает Хульм в районе города Салангон достигает ширины 4—6 км. Затем долина реки начинает сужаться, но в целом, если не считать участок протяжённостью 20 км перед выходом реки на равнину, то долина остаётся достаточно широкой и редко встречаются участки шириной менее 500 м. Широкое распространение лёссовидных суглинков характерно для долины Хульма. Поэтому, местами русло течет врезано в дно каньона, местами стенки каньона становятся берегами русла. Следует отметить, что коэффициент извилистости реки в целом равен 1,17, поэтому чрезвычайная извилистость русла как и каньона для Хульма не редкость. Русла притоков имеют аналогичный вид. Промоины создающие вид сухого рельефа с глиняными почвами, встречаются часто.
Приблизительно в 20 км перед городом Ташкурган, долина реки начинает сужаться до 200—300 м. Так как средневзвешенная высота начинает понижаться, по мимо суглинков начинают появляться другие породы. Через 15 км река вступает в теснину за которой расположились относительно невысокие холмы ограничивающие ширину долины, а ещё через 4 км, долина реки расширяется оставляя холмы позади и начинается город Ташкурган. В пределах города река течет в заглубленном русле от которого отходят оросительные каналы. Ранее река была левым притоком Амударьи, ныне, из-за интенсивного использования воды для орошения, остатки воды теряются в песках пустыни в 30 км от Амударьи. Площадь орошаемых земельных угодий в бассейне Хульм достигает 25000 га.

### Питание
По высоте площади водосбора Хульм уступает рекам Кундуз и Балх. Средняя высота составляет 1760—1830 м. Небольшую площадь занимают высоты более 3000 м (2—3 %). Высоты менее 2000 м занимают 62—63 % от общей площади водосбора. Вследствие незначительного снежного покрова, снеговое половодье выражено крайне слабо и отмечается не каждый год. Отчасти, из-за разбора воды на орошение, наименьшие расходы воды наблюдаются с начало июля до конца августа. Наиболее резко выражены колебания расходов, обусловленные выпадающими дождями в весенний период. Формирование максимальных расходов воды происходит за счёт жидких осадков создающие резкие пики. В годы когда дождевые паводки отсутствуют, режим реки уподобляется режиму родников с устойчивым дебетом, и колебание максимальных расходов не происходит.
Немаловажную роль играет подземное питание. Базисный сток составляет более 60 % от годового, а в некоторые годы и того больше, даже с учётом без дождевых паводков. Согласно данным наблюдения за 1965 год, средний расход воды составило 1,93 м³/с, исходя из которого, модуль стока составил в размере 0.24 л/сек на км². Показатель крайне скромный, даже если учесть небольшие высоты водосбора и сухость климата. В теории, исходя из зависимости удельной водоносности от высоты водосбора, расход воды реки Хульм оценено в 13 м³/с. Причины малой удельной водоносности при высоком показатели подземного питания так и не выяснено. По приближённой оценке маловодного 1966 года, средний расход воды не превышал величину в 1,4 м³/с. Максимально зарегистрированный срочный расход составил 28 м³/с (8.05.1965).
| Средний расход воды (м³/с) реки Хульм по месяцам с 1969 по 1978 гг. (замеры производились на гидрологическом посту на станции «Танги Ташкурган») |

### Сток взвешенных наносов
Если учесть распространённость лёссовидных суглинков в водосборе, то становится понятно, почему мутность воды в реке Хулм, значительно превышает мутность рек Кундуз и Балх. 1965 год был единственным годом, когда производились наблюдения за мутностью реки. За этот год средняя с малой погрешностью было оценено в 4,8 кг/м³, средний расход взвешенных наносов 9.5 кг/сек, сток в 300000 т и вынос взвешенных наносов в 37,4 т с 1 км² в год. По мутности воды Хульм несколько превышает Вахш, однако следует отметить, что вынос взвешенных наносов из водосбора незначительно и объясняется это прежде всего низкой удельной водоносностью реки. Наибольшая мутность наблюдается в мае в период наибольших расходов воды. Переходный коэффициент стока взвешенных наносов от мутности воды в постоянной точке к мутности по живому сечению равен 1,1. В составе наносов преобладают частицы диаметром от 0,5 до 0,005 мм, их содержание никогда не падает ниже 50 %, а иногда может достигать 85 %.